# Le Bar Floréal
Le bar floréal est un collectif de photographes créé en 1985 par le graphiste Alex Jordan et les photographes André Lejarre et Noak Carrau. L'association est connue pour sa photographie sociale et engagée, qui trouve ses origines dans la rencontre de deux des fondateurs (Jordan et Lejarre) à Longwy lors des luttes ouvrières pour le maintien de l'activité sidérurgique.

## Un collectif précurseur
En 1985, Alex Jordan, André Lejarre, Noak et des amis aménage un local commercial en plein cœur du quartier de Belleville à Paris, au 43 rue des Couronnes. Ils retrouvent une ancienne enseigne "Le bar Floréal", qui devient le nom de l'association.
Un projet de OPHLM Montluçon sur la réhabilitation de la cité Dunlop, commandé à Grapus, réunit pour la première fois Alex Jordan, Noak et André Lejarre. Dès ce premier projet collectif, une pratique singulière voit le jour. Plus que de « prendre » des photographies, il s'agit de les restituer dans un dialogue, un échange avec ceux qui ont participé à la démarche du photographe.

## Un collectif en constant devenir, controverse, crise
Le crédit des photographies diffusées par le bar Floréal reste collectif jusqu'en 1989. Jusqu'en 2002, les droits d'auteurs reversés aux photographes sont forfaitaires dans un souci de partage complet des recettes. Ce fonctionnement collectif généreux crée pourtant des tensions entre les photographes qui ne travaillent pas tous au même rythme. 17 photographes vont rejoindre le groupe au fil des ans. Certains vont rester jusqu'au bout en 2015, d'autres préféreront poursuivre leur propre route après un passage plus ou moins long, toujours fertile en créations, en controverses et en crises.
Myr Muratet (1986), Marc Gibert (1989), Bernard Baudin (1990), Olivier Pasquiers (1991), Jean-Pierre Vallorani (1991-2004), Sabine Delcour (1995-2000), Jean-Luc Cormier (1997-2007), Nicolas Frémiot (1998-2002), Hervé Dez (2002-2008), Caroline Pottier (2003), Sophie Carlier (2003), Nicolas Quinette (2003), Jean-Cristophe Bardot (2004), Eric Facon (2004), Lætitia Tura (2010), Mara Mazzanti (2010), Lucile Chombart de Lauwe (2010-2013).

## Des projets collectifs et des projets personnels
L’identité du bar Floréal s’est construite à partir de deux idées fortes : la création d’une galerie non-commerciale dans le quartier populaire de Belleville, ouverte à la photographie et toutes autres formes d’expression artistiques et un long parcours dans lequel le questionnement sur le réel, dans sa dimension documentaire et sociale, se marie avec la recherche constante de qualité plastique. Le bar Floréal s'est situé à la croisée entre création, production d’information et interaction sociale. Un grand nombre de reportages et d’actions photographiques ont ainsi été signés, ensemble ou individuellement, en association régulière avec des écrivains, conteurs, sociologues, journalistes, graphistes, musiciens, preneurs de sons, habitants… Chaque projet donne lieu à une restitution publique, projection, trace imprimée… là encore, sous une forme chaque fois différente[réf. nécessaire].
- Cité Dunlop, Montluçon, (André Lejarre, Noak, Alex Jordan),1986.
- Portraits du Monde, (Myr Muratet),1987.
- 75 photographes contre l'apartheid, 1988.
- Pauvre France, (André Lejarre avec Marie-Paul Nègre), 1988.
- Ma Maison, (André Lejarre), 1989.
- Apparence, (Olivier Pasquiers), 1990.
- La traversée de Belleville de Willy Ronis, 1990.
- L'Europe de l'autre côté des étoiles, 1991.
- Nord-Sud, (André Lejarre, Bernard Baudin) 1991. Projet sur la frontière Mexique-USA, exposé aux Rencontres d'Arles.
- Images de la femme, 1991.
- Je veux vivre en paix, Verdun, le monde entier, et la cité verte (Bernard Baudin, Marie-Florence Ehret), 1992.
- Une ville se regarde, Montluçon, (Noak), 1992.
- La Grande Nuit, (André Lejarre, Alain Leduc), 1993.
- 1001 visages de Blanc-Mesnil, (André Lejarre, Bernard Baudin, Noak, Olivier Pasquiers), 1994.
- Blanc-Mesnil c'est moi, 1995.
- Pas de ville sans visages, (Olivier Pasquiers, Michel Seonnet)1996.
- Mil, couscous et pot-au-feu, des vies par le menu, (Bernard Baudin, Sabine Delcour, Olivier Pasquiers, Jean-Pierre Vallorani), 1996.
- Du Travail !, (Bernard Baudin), 1997.
- Tous pas pareils, tous pareils, (Olivier Pasquiers, Michel Seonnet), 1997.
- Serge, Denise, François, (Olivier Pasquiers), 1997.
- Chemins de croix, (Jean-Luc Cormier, préface de Claude Dityvon), 1998.
- Perdu qui comme Ulysse, (Olivier Pasquiers, Michel Seonnet), 1998.
- Ballast, (Jean-Pierre Vallorani), 1999.
- Cicatrices, 3 camps français, 1999.
- Premières photos de vacances, (Olivier Pasquiers), 1999.
- Méricourt, les saisons, (André Lejarre, Alain Leduc), 1999.
- Maux d'exil, (Olivier Pasquiers), 2000.
- Engagement und Grafik, 2000.
- Métro Bougainville, (Jean-Pierre Vallorani), 2000.
- D'un regard l'autre, (Nicolas Frémiot), 2000.
- La Courneuve, rue Renoir, (André Lejarre, Olivier Pasquiers), 2000.
- Est-ce que tout le monde est là, (Jean-Pierre Vallorani), 2001
- Les vacances on y droit, (Jean-Luc Cormier, Nicolas, Frémiot, André Lejarre, Olivier Pasquiers, Jean-Pierre Vallorani, textes de Maries Desplechin et Eric Holder), 2001.
- De l'autre côté de la rue, (Olivier Pasquiers), 2001.
- Je m'engage, j'agis, 2001.
- Mais où va-t-on se rencontrer?, (Olivier Pasquiers), 2001.
- Association(s), 2001.
- Prendre le temps, il est temps, (Olivier Pasquiers), 2002.
- Centre : portrait d'un région, (Jean-Luc Cormier, Olivier Coullanges), 2002.
- Citoyenneté jeunes, (Jean-Luc Cormier, André Lejarre, Olivier Pasquiers, Jean-Pierre Vallorani), 2001.
- Alzheimer jour après jour, (André Lejarre), 2002.
- Gens d'Oranie, (Olivier Pasquiers), 2004.
- J'ai commencer à travailler, (Olivier Pasquiers), 2005.
- Le bar Floréal photographie, une exposition à la Maison Européenne de la Photographie, 2005. (André Lejarre, Alex Jordan, Marc Gibert, Bernard Baudin, Olivier Pasquiers, Jean-Luc Cormier , Hervé Dez, Caroline Pottier, Sophie Carlier, Nicolas Quinette, Jean-Cristophe Bardot, Eric Facon)

## Liquidation
Le 30 juillet 2015, le collectif est mis en liquidation. À cette date, le collectif comptait douze membres et vingt-et-un photographes au total avaient participé au collectif au cours de ses 30 ans d'existence.